# Søster (dokumentarfilm)
|  | Denne artikel er oprettet af botten Steenthbot ud fra en ekstern database. Den kan derfor have sproglige fejl eller mangler. Denne skabelon kan fjernes efter kontrol af indholdet. |

Søster er en dansk dokumentarfilm fra 2004 instrueret af Kaspar Munk.

## Handling
"Nogle gange tænker jeg på, hvor jeg hører til"
```
Hvornår er vi i familie med et andet menneske? 
En personlig dokumentar om instruktørens forhold til sin søster, efter han selv er blevet far.
[
1
]
```

## Medvirkende
- Trine Fuglsang
- Kaspar Munk